# Joseph Pinzolo
Bonaventura Pinzolo, conosciuto come "Joseph" (Serradifalco, 2 maggio 1887 – New York, 5 settembre 1930), è stato un mafioso italiano, potente boss mafioso di New York, per pochi mesi a capo dell'attuale Famiglia Lucchese.

## Biografia
Pinzolo comincia come uomo di fiducia di Joe Masseria, dopo la morte di Gaetano Reina, per poi diventare il nuovo capo della cosca del Bronx composta da circa 200 uomini d'onore, rilevando i vari racket compreso il redditizio monopolio della distribuzione del ghiaccio. La posizione di Tommaso Gagliano e Gaetano Lucchese, fedelissimi di Reina viene notevolmente ridimensionata all'interno della Famiglia dallo stesso Pinzolo. Segretamente all'interno della cosca si forma una fazione ostile a Pinzolo, guidata da Gagliano e il suo fedelissimo Gaetano Lucchese, che segretamente sostengono sempre Maranzano. Il 5 settembre 1930 Bonaventura Pinzolo, viene invitato nell'ufficio di Lucchese a Broadway, Manhattan, dove viene assassinato con cinque colpi di pistola dai killer Girolamo Santuccio e Dominick Petrillo, con l'aiuto dello stesso Lucchese.
Lucchese stesso fu accusato dalla polizia per l'omicidio, ma le accuse caddero per mancanza di prove. Masseria attribuì l'omicidio al suo rivale castellammarese Maranzano, non sospettando del doppio gioco della fazione di Gagliano, che divenne così il capo della Famiglia. Pinzolo fu seppellito nel cimitero calvary del Queens, assieme alla moglie Carmela morta nel 1974.